# Magangué

Localização do município de Magangue no departamento de Bolívar

Magangue é um município da Colômbia no departamento de Bolívar.